# Priors Hus
Priors Hus er et  88 kvadratmeter stort fritliggende gavlhus i bindingsværk i Ærøskøbing, opført efter den nordtyske tradition med diele (forstue), pisel og  dørnsk (dagligstue), som vidner om Ærøs slægtsbånd med Sønderjylland. 
Priors Hus er opført i 1690 på en knap 250 kvm stor grund i Søndergade. Huset er adskilt fra naboerne med den tids karakteristiske smalle stræder. Mod Søndergade er gavlen opført med tre udkragede stokværk, dvs. fremspringende, tværgående bjælkelag, der hviler på rigt udskårne knægte, og gavlen er tillige forsynet med en smal karnap, der er udført i bindingsværk som resten af huset. Mod loftsetagen er en lasteluge og to små vinduer. Muren er gulkalket. Mod haven er bindingsværket og bræddegavlen sorttjæret, mens det på langsiderne er overkalket. Indvendigt er huset i stueplan indrettet med to rigt udstyrede rum ud til gaden: en karnapstue med en alkove og en kakkelovnsniche samt en forstue, en såkaldt diele, med en fornem jernovn og en bagvæg pyntet med hollandske fliser. Bag forstuen er yderligere et alkoverum, et bryggers med ildsted og en trappe til loftsetagen. Bag karnapstuens alkove, mod haven, ligger køkkenet, samt en spiseplads, en såkaldt pisel, med endnu et ildsted og udgang til haven.
Til huset hører også et sidehus, der i sin tid blev opført som stald og lo, men i dag er indrettet med soveværelse og bad. Også her er bindingsværk og bræddegavl sorttjæret, mens vinduerne er hvide. Det vides ikke helt, hvornår sidehuset er opført. I nogle sammenhænge nævnes årstallet 1777, mens andre kilder nævner 1740. Hoveddøren står uberørt siden 1690, hvor hverken maling eller olie har været en nødvendighed efter dørens oprindelige behandling med okseblodstempera. 
Med Realdania By & Bygs restaurering er markante skader på husets facader blevet repareret, ligesom den gamle egetræsdør er blevet renset. Indvendigt er huset forbedret flere steder, så det i dag er mere komfortabelt at opholde sig i. Der er etableret  gulvvarme og et moderne badeværelse. 

## Husets historie
- 1917 købte arkitekten Alexis J. Prior (1877-1955) huset, der var i en meget dårlig stand. Han gennemførte en omfattende restaurering med stor respekt for husets oprindelige inventar og udseende.
- 1951 skænkede han huset til til Solistforeningen af 1921.
- 1972 overtog Akademisk Arkitektforening Priors Hus, som foretog en større istandsættelse i 1974. Siden da har foreningens medlemmer haft mulighed for at feriere i huset. Huset blev udstyret med rindende vand, elektricitet og hårde hvidevarer.
- 2016 solgte Arkitektforeningen boligen til Realdania By & Byg, som har indlemmet det i sin samling af historiske huse – med aftale om udlejning, så foreningen også fremover kan udleje huset til sine  medlemmer. Derudover skal huset kunne bruges som studiebolig for arkitektskolernes undervisning i bygningskultur, og som legatbolig for arkitekter eller billedkunstnere.

Se også:
Fredede bygninger i Ærø Kommune